# Мухоїд
Мухоїд (Tolmomyias) — рід горобцеподібних птахів родини тиранових (Tyrannidae). Представники цього роду мешкають в Мексиці, Центральній і Південній Америці.

## Таксономія і систематика
Молекулярно-генетичне дослідження, проведене Телло та іншими в 2009 році дозволило дослідникам краще зрозуміти філогенію родини тиранових. Згідно із запропонованою ними класифікацією, рід Мухоїд (Tolmomyias) належить до родини Пікопланові (Rhynchocyclidae) і підродини Пікопланних (Rhynchocyclinae). До цієї підродини систематики відносять також рід Пікоплано (Rhynchocyclus). Однак більшість систематиків не визнає цієї класифікації.

## Види
Виділяють сім видів:
- Мухоїд світлогорлий (Tolmomyias sulphurescens)
- Мухоїд рудоволий (Tolmomyias traylori)
- Мухоїд оливковолий (Tolmomyias assimilis)
- Мухоїд жовтокрилий (Tolmomyias flavotectus)[8]
- Мухоїд сіроголовий (Tolmomyias poliocephalus)
- Мухоїд жовтий (Tolmomyias flaviventris)
- Мухоїд прибережний (Tolmomyias viridiceps)[9]

## Етимологія
Наукова назва роду Tolmomyias походить від сполучення слів дав.-гр. τολμα — сміливість і лат. myias — мухоловка.